# Бен Ломонд (Калифорнија)
Бен Ломонд (енгл. Ben Lomond) насељено је место без административног статуса у америчкој савезној држави Калифорнија.

## Демографија
По попису из 2010. године број становника је 6.234, што је 3.87 (163,7%) становника више него 2000. године.
| Група             | 2000.         | 2010.         |
| Белци             | 2.072 (87,6%) | 5.374 (86,2%) |
| Афроамериканци    | 4 (0,2%)      | 32 (0,5%)     |
| Азијати           | 39 (1,6%)     | 70 (1,1%)     |
| Хиспаноамериканци | 152 (6,4%)    | 515 (8,3%)    |
| Укупно            | 2.364         | 6.234         |